# Florentino Ameghino (Buenos Aires)
Florentino Ameghino es una ciudad argentina, cabecera del partido homónimo, en la provincia de Buenos Aires. Se encuentra a la vera de la RN 188.

## Arquitectura
La edificación que predomina en la ciudad es baja y la tranquilidad, casi una marca registrada. El campo está muy cerca y de él depende casi toda la vida económica de la ciudad. En el casco urbano también hay viejos comercios y lugares para apreciar la historia y el desarrollo de la producción. La Ciudad de Ameghino es relativamente pequeña con ambiente de pueblo. Las calles son pulcras, en su gran mayoría asfaltadas, con excelente iluminación y variados comercios en la zona céntrica.
Como muchos otros lugares, los primeros edificios están frente a la plaza principal que, en este caso, la misma cuenta con una fuente y juegos infantiles. El Palacio Municipal también se encuentra frente a la plaza central. Más allá pueden verse el Registro Civil, la Oficina Provincial de Rentas, la comisaría, el Hospital y la oficina de correos, además de la Iglesia de la Inmaculada Concepción.

## Turismo
A orillas de la Ruta Nacional N.º 188, Florentino Ameghino es un destino ideal para quienes deseen relajarse en un entorno con encanto de pueblo y rodeada del puro aire campestre.
Con grandes espacios verdes y frondosas arboledas, que le otorgan su tonalidad a toda la ciudad, los paseos y caminatas son una actividad obligada para los visitantes de este rincón del noroeste bonaerense. El Circuito de la Salud es uno de los lugares indicados para moverse bajo el radiante sol, o en las cálidas noches de verano ya que cuenta con farolas que iluminan el recorrido.
- Museo Florentino Ameghino
- Paseo de la Salud
- Centro Cultural
- Festival del Pueblo. Se realiza durante el mes de febrero y cuenta con comidas típicas y la actuación de destacados artistas locales y nacionales
- Turismo rural

## Transporte

### Ferrocarril
Recordando la importancia que el ferrocarril tuvo para esta comunidad, la antigua estación Halsey es uno de los sitios que conmemora las mejores épocas para este medio de transporte: rieles recorriendo la llanura pampeana; vagones que aún lustran las vías y antiguas construcciones prometen un paseo inolvidable. Otros lugares imperdibles son el Museo, la Iglesia, el edificio de la Sociedad Española y la reluciente sala del Centro Cultural. En verano se puede disfrutar de espectáculos al aire libre en el Anfiteatro J. Formoselle: el Festival del Pueblo y el del Tango convocan a toda la comunidad en torno a sus raíces.

## Historia
La creación del pueblo formó parte del sueño de un matrimonio inglés. En 1892, James Cadwallader Tetley, y su esposa Clara Carew Corry Smith decidieron dedicarse a la actividad ganadera en el noroeste bonaerense que, por aquella época, era una región donde casi todo estaba por hacerse. Los Tetley compraron 15.000 hectáreas a Carlos Cernadas y Tomás Fair. El campo del matrimonio fue bautizado como “La Chacra”.
Pasaron cuatro años hasta que, enterado de la inminente llegada del tren, el matrimonio optó por la colonización con la consiguiente división de las tierras y el trazado de un pueblo.
La estación, con el nombre de Halsey, fue habilitada para el transporte de cargas y pasajeros el 1 de noviembre de 1896 y, pertenecía al Ferrocarril del Oeste (actual Ferrocarril Sarmiento)
La radicación de los primeros pobladores fue favorecida por la subdivisión del campo de Tetley. Los terrenos, ubicados en cercanías de la estación Halsey y de un cuarto de manzana de superficie, se vendieron en 150 pesos de la época.
Luego, el agrimensor Tomás Dodds hizo los planos del futuro pueblo, pero Tetley tuvo que sortear diferentes escollos administrativos antes de que su proyecto urbano fuera aprobado.
Por eso, recién en 1902 la Dirección de Geodesia le dio el visto bueno a una población que por entonces se llamaba “Las Medias Lunas”, igual que el fortín que había defendido de los indios a los primeros ganaderos del siglo XIX.
Finalmente, una ley del 17 de septiembre de 1913 denominó al pueblo como Ameghino.
En esa época, Ameghino era una localidad del Cuartel XV del Partido de General Pinto. Contaba con delegación municipal desde septiembre de 1897. Su primer delegado municipal fue Victor Ygartúa. Luego fue sub-intendencia y, recién en 1991, cabecera del Partido del mismo nombre.
La Estación había sido la primera casa de material. En poco tiempo hubo más construcciones de este tipo, producto de la llega de numerosos pobladores, la mayoría de origen español e italiano. Esta inmigración dejó sus huellas mediante la creación de las Sociedades Italiana y Española. La Sociedad Italiana habilitó un teatro que ahora funciona como sede de la biblioteca y centro cultural Sarmiento. La Española, en tanto, perdura como tal.

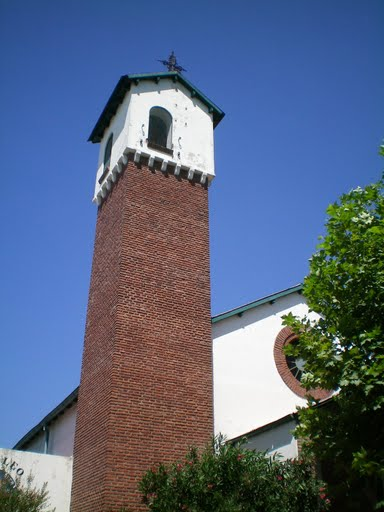
Campanario en la iglesia principal de la ciudad

Los primeros asentamientos, fueron los pueblos originarios, finalmente unidos por el cacique Calfulcurá

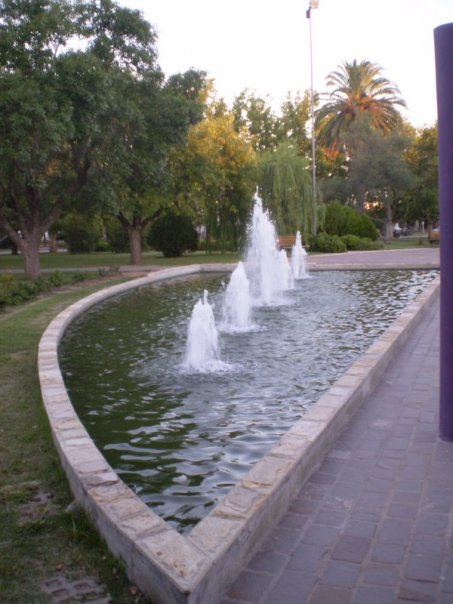
Fuente de agua en la plaza central de Ameghino

- 1870 arrecia la lucha armada para usurpar el dominio indígena a cargo de batallones expedicionarios del Ejército Argentino. Se genera la "Línea de la Frontera Norte" y superan las tropas del gobierno central ese punto
- 1871 el fuerte Media Luna se ubica a 10 km de Ameghino, en la zona "Colonia Ancaló". Su toponimia era por las lagunas con forma de dos medias lunas. Las tierras de Ameghino conformaban parte de una parte abierta, llanura exterminada del "pueblo originario", se ofrecía al usurpador
- 1872 el cacique Calfulcurá con todas las tribus aliadas del centro de la Provincia de Buenos Aires "recuperan" sus territorios. El fuerte "Ancaló" cercano a la localidad de General Pinto es tomado por los originarios reteniendo miles de vacunos y gran cantidad de mujeres cautivas. El área del pueblo de Ameghino tuvo como defensa más cercana el fuerte "Media Luna" o "Las Medias Lunas" y se apoyaba en las cercanías de sus similares "La Paz" cerca de Eduardo Costa y "Las Heras" en el camino a Blaquier
- 1880 a 1890, aparecen los "dueños", el ganado avanza, ya que el recurso era la ganadería
- 22 de octubre de 1891, se crea el Partido de General Lavalle (hoy General Pinto) a cuya jurisdicción pertenece la ciudad de Florentino Ameghino
- Jueves 21 de marzo de 1991, la Legislatura Bonaerense dispone por ley crear el 127.º Partido, a expensas del territorio del Partido de General Pinto, que se denominará Partido de Florentino Ameghino, se da respuesta de este modo al reclamo de un movimiento popular de 1912 y se concreta al término de casi 80 años. 1.er. intendente del distrito fue Patricio A. García.

## Población
Cuenta con 7,225 habitantes (Indec, 2010), lo que representa un incremento del 16% frente a los 6,217 habitantes (Indec, 2001) del censo anterior.
| Gráfica de evolución demográfica de Florentino Ameghino entre 1914 y 2010 |
|                                                                           |
| Fuentes: INDEC                                                            |

## Clima
Templado y húmedo.

## Parroquias de la Iglesia católica en Florentino Ameghino
| Diócesis  | Nueve de Julio        |
| --------- | --------------------- |
| Parroquia | Inmaculada Concepción |